# ابن زاغو التلمساني
ابن زاغو التلمساني، ( 782 هـ/ 845 هـ) هو أحمد بن محمد بن عبد الرحمن ابن زاغو المغراوي التلمساني، فقيه عابد فرضي، من أهل تلمسان، عالم من كبار علماء تلمسان من عائلة مشتهرة بالعلم، ولد ونشأ ودرس بها فأخذ عن والده.

## شيوخه
أبو يحي عبد الرحمن الشريف التلمساني، وأخذ عن أبي سعيد العقباني.

## تلامذته
ابن زكري التلمساني، ويحي المازوني، الونشريسي، القلصادي.

## مؤلفاته
من كتبه:
- تفسير الفاتحة
- شرح التلمسانية في الفرائض
- أجوبة فقهية (مخطوط في خزانة تمكروت بسوس)، وله فتاوي كثيرة، نقل عنه في المعيار والمازوني
- شرح الحكم العطائية.
- منتهى التوضيح في عمل الفرائض.[3]